# Alegeri pentru Parlamentul European, 2009
Alegerile pentru Parlamentul European, singura instituție a Uniunii Europene aleasă în mod direct și unicul parlament multinațional ales prin sufragiu universal, au loc la fiecare cinci ani.
Țările următoare au susținut alegeri pentru Parlamentul European în 2009: Austria, Belgia, Bulgaria, Danemarca, Estonia, Finlanda, Franța, Germania, Grecia, Ungaria, Lituania, Luxemburg, Polonia, Portugalia, România, Slovenia, Spania și Suedia au organizat alegerile duminică, 7 iunie 2009. Cipru, Letonia, Malta și Slovacia au mers la urne în data de 6 iunie. Irlanda au organizat alegerile europene în data de 5 iunie. Regatul Unit și Olanda au votat în data de 4 iunie. Anumite state membre au organizat alegerile pe durata a două zile: 6 și 7 iunie pentru Italia și 5 și 6 iunie pentru Republica Cehă.
Alegerile din 2009 din România au fost primele alegeri pentru un mandat complet în Parlamentul European la care Romania a participat alături de restul țărilor membre ale Uniunii. România a fost reprezentată de 33 de deputați în Parlamentul European sesiunea 2009-2014.

## Data alegerilor
| Stat membru   | Data         |            |              |           | Stat membru | Data |  |  |  | Stat membru | Data |
| Germania      | 7 iunie      | Cehia      | 5 și 6 iunie | Slovacia  | 6 iunie     |      |  |  |  |             |      |
| Franța        | 7 iunie      | Grecia     | 7 iunie      | Irlanda   | 5 iunie     |      |  |  |  |             |      |
| Italia        | 6 și 7 iunie | Ungaria    | 7 iunie      | Lituania  | 7 iunie     |      |  |  |  |             |      |
| Regatul Unit  | 4 iunie      | Portugalia | 7 iunie      | Letonia   | 6 iunie     |      |  |  |  |             |      |
| Spania        | 7 iunie      | Suedia     | 7 iunie      | Slovenia  | 7 iunie     |      |  |  |  |             |      |
| Polonia       | 7 iunie      | Austria    | 7 iunie      | Cipru     | 6 iunie     |      |  |  |  |             |      |
| România       | 7 iunie      | Bulgaria   | 7 iunie      | Estonia   | 7 iunie     |      |  |  |  |             |      |
| Țările de Jos | 4 iunie      | Finlanda   | 7 iunie      | Luxemburg | 7 iunie     |      |  |  |  |             |      |
| Belgia        | 7 iunie      | Danemarca  | 7 iunie      | Malta     | 6 iunie     |      |  |  |  |             |      |

## Numărul de mandate pentru fiecare stat
Numărul de deputați nu reflectă toate voturile primite; statele mai mici sunt reprezentate de un număr supraproporțional de deputați, în timp ce cele mai mari, și mai ales Germania, de un număr subproporțional. Această regulă s-a modificat puțin cu ocazia extinderii UE de la 1 mai 2004. După rearanjarea numărului de mandate, Germania nu a fost obligată să cedeze o parte din mandate deputaților din statele recent aderate, spre deosebire de celelalte state membre.
Această inechitate are două motive tehnice:
Prin alegerea unei dimensiuni potrivite a fracțiunilor parlamentare se asigură reprezentarea în parlament a diversității politice existente și în statele mai mici ale UE;
Dacă s-ar lua în considerare totalul voturilor primite din fiecare țară, atunci numărul de deputați ar fi atât de mare încât Parlamentul European ar deveni ineficient.
În momentul alegerilor s-a aplicat Tratatul de la Nisa.
| Distribuția mandatelor pentru Parlamentul European alegerile din 2009 | Distribuția mandatelor pentru Parlamentul European alegerile din 2009 | Distribuția mandatelor pentru Parlamentul European alegerile din 2009 | Distribuția mandatelor pentru Parlamentul European alegerile din 2009 | Distribuția mandatelor pentru Parlamentul European alegerile din 2009 | Distribuția mandatelor pentru Parlamentul European alegerile din 2009 | Distribuția mandatelor pentru Parlamentul European alegerile din 2009 | Distribuția mandatelor pentru Parlamentul European alegerile din 2009 | Distribuția mandatelor pentru Parlamentul European alegerile din 2009 | Distribuția mandatelor pentru Parlamentul European alegerile din 2009 | Distribuția mandatelor pentru Parlamentul European alegerile din 2009 | Distribuția mandatelor pentru Parlamentul European alegerile din 2009 | Distribuția mandatelor pentru Parlamentul European alegerile din 2009 | Distribuția mandatelor pentru Parlamentul European alegerile din 2009 |
| --------------------------------------------------------------------- | --------------------------------------------------------------------- | --------------------------------------------------------------------- | --------------------------------------------------------------------- | --------------------------------------------------------------------- | --------------------------------------------------------------------- | --------------------------------------------------------------------- | --------------------------------------------------------------------- | --------------------------------------------------------------------- | --------------------------------------------------------------------- | --------------------------------------------------------------------- | --------------------------------------------------------------------- | --------------------------------------------------------------------- | --------------------------------------------------------------------- |
| Stat membru                                                           | 2007                                                                  | 2009 Nisa                                                             | >2010 Lisabona                                                        |                                                                       | Stat membru                                                           | 2007                                                                  | 2009 Niza                                                             | >2010 Lisboa                                                          |                                                                       | Stat membru                                                           | 2007                                                                  | 2009 Nisa                                                             | >2010 Lisabona                                                        |
| Germania                                                              | 99                                                                    | 99                                                                    | 96                                                                    | Cehia                                                                 | 24                                                                    | 22                                                                    | 22                                                                    | Slovacia                                                              | 14                                                                    | 13                                                                    | 13                                                                    |                                                                       |                                                                       |
| Franța                                                                | 78                                                                    | 72                                                                    | 74                                                                    | Grecia                                                                | 24                                                                    | 22                                                                    | 22                                                                    | Irlanda                                                               | 13                                                                    | 12                                                                    | 12                                                                    |                                                                       |                                                                       |
| Italia                                                                | 78                                                                    | 72                                                                    | 73                                                                    | Ungaria                                                               | 24                                                                    | 22                                                                    | 22                                                                    | Lituania                                                              | 13                                                                    | 12                                                                    | 12                                                                    |                                                                       |                                                                       |
| Regatul Unit                                                          | 78                                                                    | 72                                                                    | 73                                                                    | Portugalia                                                            | 24                                                                    | 22                                                                    | 22                                                                    | Letonia                                                               | 9                                                                     | 8                                                                     | 9                                                                     |                                                                       |                                                                       |
| Spania                                                                | 54                                                                    | 50                                                                    | 54                                                                    | Suedia                                                                | 19                                                                    | 18                                                                    | 20                                                                    | Slovenia                                                              | 7                                                                     | 7                                                                     | 8                                                                     |                                                                       |                                                                       |
| Polonia                                                               | 54                                                                    | 50                                                                    | 51                                                                    | Austria                                                               | 18                                                                    | 17                                                                    | 19                                                                    | Cipru                                                                 | 6                                                                     | 6                                                                     | 6                                                                     |                                                                       |                                                                       |
| România                                                               | 35                                                                    | 33                                                                    | 33                                                                    | Bulgaria                                                              | 18                                                                    | 17                                                                    | 18                                                                    | Estonia                                                               | 6                                                                     | 6                                                                     | 6                                                                     |                                                                       |                                                                       |
| Țările de Jos                                                         | 27                                                                    | 25                                                                    | 26                                                                    | Finlanda                                                              | 14                                                                    | 13                                                                    | 13                                                                    | Luxemburg                                                             | 6                                                                     | 6                                                                     | 6                                                                     |                                                                       |                                                                       |
| Belgia                                                                | 24                                                                    | 22                                                                    | 22                                                                    | Danemarca                                                             | 14                                                                    | 13                                                                    | 13                                                                    | Malta                                                                 | 5                                                                     | 5                                                                     | 6                                                                     |                                                                       |                                                                       |
|                                                                       |                                                                       |                                                                       |                                                                       |                                                                       |                                                                       |                                                                       |                                                                       |                                                                       |                                                                       | Total:                                                                | 785                                                                   | 736                                                                   | 751                                                                   |

## Rezultate

Alegători prezenți la urne

Mai puternic Partid politic european din fiecare stat membru al UE:
Partidul Socialiștilor Europeni (PSE)
Partidul European Liberal Democrat și Reformist (ELDR)
Partidul Popular European (PPE)
Alianța Europeană a Conservatorilor și Reformiștilor (AECR)

Partidul Socialiștilor Europeni (PSE)
     Partidul European Liberal Democrat și Reformist (ELDR)
     Partidul Popular European (PPE)
     Alianța Europeană a Conservatorilor și Reformiștilor (AECR)
| Nume Grup Parlamentar                                                                | Siglă       | Număr de deputați |
| ------------------------------------------------------------------------------------ | ----------- | ----------------- |
| Grupul Partidului Popular European (Creștin Democrat)                                | (PPE)       | 265               |
| Grupul Alianței Progresiste a Socialiștilor și Democraților din Parlamentul European | (S&D)       | 184               |
| Grupul Alianței Liberalilor și Democraților pentru Europa                            | (ALDE)      | 84                |
| Grupul Verzilor/Alianța Liberă Europeană                                             | (Verzi/ALE) | 55                |
| Grupul Conservatorilor și Reformiștilor Europeni                                     | (CRE)       | 54                |
| Grupul Confederal al Stângii Unite Europene/Stânga Verde Nordică                     | (GUE/NGL)   | 35                |
| Grupul Europa Libertății și Democrației                                              | (ELD)       | 32                |
| Deputați neafiliați                                                                  | (NI)        | 27                |

| GrupulȚara    | PPE                            | S-D                       | ALDE                              | Verzi-ALE                    | CRE                          | GUE-NGL            | ELD          | Alții                         | Aleși | Prezenți la urne |
| ------------- | ------------------------------ | ------------------------- | --------------------------------- | ---------------------------- | ---------------------------- | ------------------ | ------------ | ----------------------------- | ----- | ---------------- |
| Austria       | 6 (ÖVP)                        | 4 (SPÖ)                   | -                                 | 2 (GRÜNE)                    | -                            | -                  | -            | 3 (Hans-Peter Martin) 2 (FPÖ) | 17    | 45,97%           |
| Belgia        | 3 (CD&V) 1 (cdH) 1 (CSP)       | 3 (PS) 2 (sp.a)           | 3 (OpenVLD) 2 (MR)                | 1 (Groen) 2 (Ecolo) 1 (N-VA) | 1 (LDD)                      | -                  | -            | 2 (VB)                        | 22    | 90,39%           |
| Bulgaria      | 5 (GERB) 1 (SDS) 1 (DSB)       | 4 (BSP)                   | 3 (DPS) 2 (NDSV)                  | -                            | -                            | -                  | -            | 2 (Attack)                    | 18    | 37,5%            |
| Cehia         | 2 (KDU–ČSL)                    | 7 (ČSSD)                  | -                                 | -                            | 9 (ODS)                      | 4 (KSČM)           | -            | -                             | 22    | 28,22%           |
| Cipru         | 2 (DISY)                       | 1 (EDEK) 1 (DIKO)         | 1 (DIKO)                          | -                            | -                            | 2 (AKEL)           | -            | -                             | 6     | 59,40%           |
| Danemarca     | 1 (Konservative)               | 4 (A)                     | 3 (V)                             | 2 (SF)                       | -                            | 1 (Folk B.)        | 2 (O)        | -                             | 13    | 57,70%           |
| Estonia       | 1 (IL)                         | 1 (SDE)                   | 2 (K) 1 (ER)                      | 1 (Tarand)                   | -                            | -                  | -            | -                             | 6     | 43,9%            |
| Finlanda      | 3 (Kok.) 1 (KD)                | 2 (SDP)                   | 3 (Kesk.) 1 (SFP)                 | 2 (Vihr.)                    | -                            | -                  | 1 (PS)       | -                             | 13    | 38,60%           |
| Franța        | 29 (UMP)                       | 14 (PS)                   | 6 (MoDem)                         | 14 (E-É)                     | -                            | 5 (FG)             | 1 (Libertas) | 3 (FN)                        | 72    | 40,63%           |
| Germania      | 34 (CDU) 8 (CSU)               | 23 (SPD)                  | 12 (FDP)                          | 14 (GRÜNE)                   | -                            | 8 (PDS)            | -            | -                             | 99    | 43,3%            |
| Grecia        | 8 (ND)                         | 8 (PASOK)                 | -                                 | 1 (OP)                       | -                            | 2 (KKE) 1 (SYRIZA) | 2 (LAOS)     | -                             | 22    | 52,63%           |
| Irlanda       | 4 (Fine Gael)                  | 3 (Páirtí an Lucht Oibre) | 3 (Fianna Fáil) 1 (Marian Harkin) | -                            | -                            | 1 (SP)             | -            | -                             | 12    | 57,5%            |
| Italia        | 29 (PdL) 5 (UDC) 1 (SVP)       | 21 (PD)                   | 7 (IdV)                           | -                            | -                            | -                  | 9 (LN)       | -                             | 72    | 65,05%           |
| Letonia       | 2 (PS) 1 (JL)                  | 1 (TSP)                   | 1 (LPP/LC)                        | 1 (PCTVL)                    | 1 (TB/LNKK)                  | 1 (LSP)            | -            | -                             | 8     | 53,69%           |
| Lituania      | 4 (TS-LKD)                     | 3 (LSDP)                  | 1 (DP) 1 (LRLS)                   | -                            | 1 (LLRA)                     | -                  | 2 (TT)       | -                             | 12    | 20,98%           |
| Luxemburg     | 3 (CSV)                        | 1 (LSAP)                  | 1 (DP)                            | 1 (Déi Gréng)                | -                            | -                  | -            | -                             | 6     | 90,76%           |
| Malta         | 2 (PN)                         | 3 (PL)                    | -                                 | -                            | -                            | -                  | -            | -                             | 5     | 78,81%           |
| Polonia       | 25 (PO) 3 (PSL)                | 6 (SLD) 1 (UP)            | -                                 | -                            | 15 (PiS)                     | -                  | -            | -                             | 50    | 24,53%           |
| Portugalia    | 8 (PSD) 2 (CDS)                | 7 (PS)                    | -                                 | -                            | -                            | 2 (CDU) 3 (BE)     | -            | -                             | 22    | 36,8%            |
| Regatul Unit  | -                              | 13 (Labour)               | 11 (Lib Dems)                     | 2 (GPEW) 2 (SNP) 1 (PC)      | 24 (Conservatives) 1 (UCUNF) | 1 (Sinn Féin)      | 13 (UKIP)    | 2 (BNP) 1 (DUP) 1 (Con.)      | 72    | 34,7%            |
| România       | 10 (PD-L) 3 (UDMR) 1 (Băsescu) | 11 (PSD-PC)               | 5 (PNL)                           | -                            | -                            | -                  | -            | 5 (PRM)                       | 33    | 27,67%           |
| Slovacia      | 2 (SDKÚ-DS) 2 (KDH) 2 (SMK)    | 5 (Smer)                  | 1 (LS-HZDS)                       | -                            | -                            | -                  | 1 (SNS)      | -                             | 13    | 19,64%           |
| Slovenia      | 2 (SDS) 1 (NSi)                | 2 (SD)                    | 1 (LDS) 1 (Zares)                 | -                            | -                            | -                  | -            | -                             | 7     | 28,36%           |
| Spania        | 23 (PP)                        | 21 (PS)                   | 1 (CDC) 1 (EAJ-PNV)               | 1 (ERC) 1 (ICV)              | -                            | 1 (IU)             | -            | 1 (UPyD)                      | 50    | 44,9%            |
| Suedia        | 4 (M) 1 (KD)                   | 5 (SAP)                   | 3 (FP) 1 (C)                      | 2 (MP) 1 (PP)                | -                            | 1 (V)              | -            | -                             | 18    | 45,5%            |
| Ungaria       | 14 (Fidesz)                    | 4 (MSZP)                  | -                                 | -                            | 1 (MDF)                      | -                  | -            | 3 (Jobbik)                    | 22    | 36,31%           |
| Tările de Jos | 5 (CDA)                        | 3 (PvdA)                  | 3 (VVD) 3 (D66)                   | 3 (GL) 2 (ET)                | 1 (CU)                       | 2 (SP)             | 1 (SGP)      | 4 (PVV)                       | 25    | 36,9%            |
| Total         | 265 36%                        | 184 25%                   | 84 11,4%                          | 55 7,5%                      | 54 7,3%                      | 35 4,8%            | 32 4,3%      | 27 3,7%                       | 736   | 43,24%           |